# Hyeonmicha

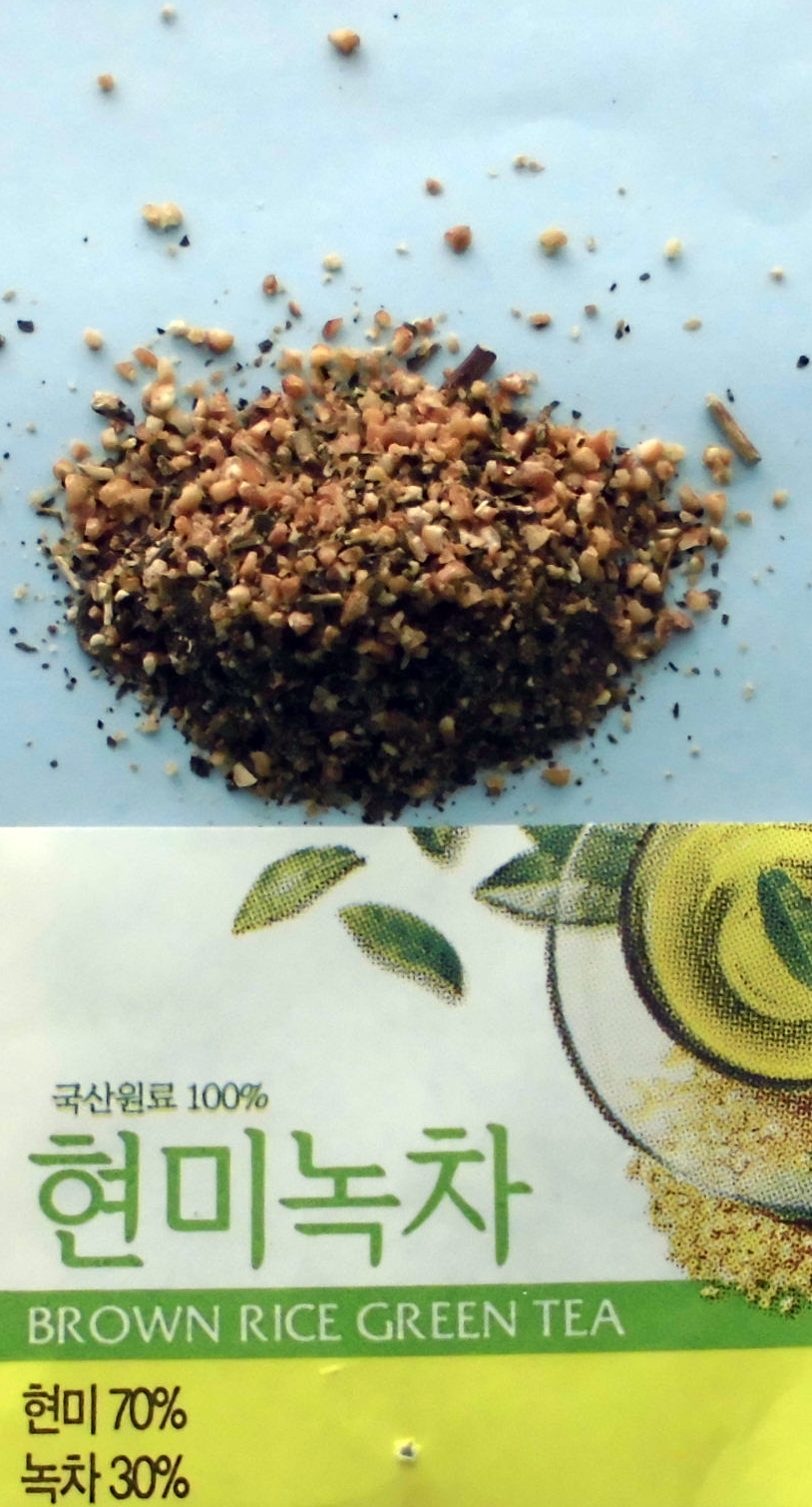
Handelsmischung aus Röstreis (70 %) und grünem Tee (Hyeonmi nokcha)

Hyeonmicha (kor. 현미차, Hanja 玄米茶, wörtl. „dunkler Reis-Tee“) nennt man in Korea ein mit geröstetem Naturreis hergestelltes teeähnliches Getränk.
Die nach dem Waschen gerösteten Naturreiskörner sind in großen Packungen im Handel erhältlich. Man kocht sie mit Wasser auf und lässt ca. zehn Minuten ziehen. Danach siebt man die Reiskörner aus und erhält ein Getränk, dessen Farbe je nach Menge des verwendeten Reises von gelb bis goldbraun variiert. Während der heißen Jahreszeit erfreut sich der Röstreis-Tee auch in gekühlter Form großer Beliebtheit. Hyeonmicha soll der Überlieferung zufolge den Blutkreislauf verbessern.
Eine Variante ist der mit grünem Tee versetzte Hyeonmi nokcha (kor. 현미녹차, Hanja 玄米緑茶, nokcha = „grüner Tee“). Dieser entspricht dem japanischen Genmaicha und dem vietnamesischen nước gạo lức rang. Er ist im Handel auch in Form von Teebeuteln erhältlich.